# 캄보디아 왕립 육군

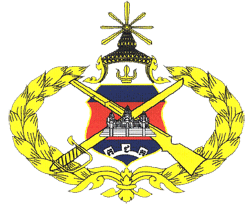

캄보디아 왕립 육군(크메르어: កងទ័ពជើងគោក, Kâng Toăp Cheung Koŭk, lit. 'Land Force')은 캄보디아 왕립군의 일부이다. 11개 보병사단으로 나뉜 85,000명의 지상군을 보유하고 있으며, 통합된 기갑 및 포병 지원을 갖추고 있다. 영국군은 국방부 소관이다.

## 군사 조직
현재의 군사 계획 및 사단에 따르면 모든 군사 지역에는 전체 사단 규모가 있다. 각 사단은 프놈펜의 기동지원군 사단으로 보충될 예정이다. 국가는 6개에서 최근까지 5개의 군사 지역으로 나누어져 있으며, 각 지역은 3~4개 성으로 구성되어 있다. 주요 도시와 주요 군대 기지에는 수비대가 있다.
훈 마넷(Hun Manet) 장군은 캄보디아 왕립군 사령관이다. 또한 캄보디아 왕립군의 부사령관이기도 하다.

## 같이 보기
- 캄보디아 내전
- 캄보디아 왕립군
- 캄보디아 왕립 공군